# Spodek
Spodek je višenamjenska dvorana u Katowicama, Poljska. Glavna namjena joj je održavanje natjecanja za košarku, koncerte i održavanje turnira u e-sport Counter strike igri. Dvorana je otvorena 1971. godine i ima 11.500 sjedećih mjesta. Dvorana je od 1971. pa do 1997. nosila naziv Wojewódzka Hala Widowiskowo-Sportowa w Katowicach. 1997. preimenovana je u Spodek te od onda, uz manje preinake, posjeduje manju gimnastičku dvoranu, teren s ledenom podlogom, hotel te tri velika podzemna parkirališta za automobile. Ova dvorana bila je domaćin završnice Europskog prvenstva u košarci u Poljskoj 2009. godine te od 2011. se održava Intel Extreme Masters Katowice (IEM Katowice) gdje je svake godine nagradni fond oko milijun eura.

## Povijest
Godine 1955. lokalna uprava dobila je ideju o izgradnji senzacionalne višenamjenske dvorane. Održan je natječaj za najbolji dizajn dvorane, a ubrzo su se i počele širiti glasine o tome kako nema financija za izgradnju. Također su se pojavile i glasine o tome da će se dvorana urušiti zbog velike vibracije. Zbog toga 1964. radovi staju, te arhitekti pokušavaju dokazati da nema razloga za brigu. Čak je kasnije i 3.500 vojnika ušlo u dvoranu kako bi dokazali da se dvorana neće urušiti i da su vibracije u ograničenoj zoni. Zbog takvih glasina i predviđanja, izgradnja dvorane se odužila te su radovi završili tek krajem 1971. godine kada je dvorana i službeno otvorena.

## Vanjske poveznice
- Službena stranica (polj.)